# 州裁判所 (アメリカ合衆国)
州裁判所（しゅうさいばんしょ、state court）は、アメリカ合衆国において、各州が設置・運営する裁判所をいう。その州と一定のつながりがある事件に対して管轄権を有する。

## 概要
事件がまず持ち込まれ、証拠調べが行われるのは、一審である事実審裁判所 (trial court) であり、通常、郡庁所在地に設置されている。なお、アメリカ合衆国の中でいかなる州にも属しない領域（ワシントンD.C.やアメリカ領サモアなど）にも、連邦法又は領域法に基づき、通常の連邦裁判所システムとは別に、州裁判所システムに相当する裁判所が設置されている場合が多い。
訴訟当事者の一方が下級裁判所の判断に不服である場合、その問題は上訴によって取り上げられ得る（ただし、刑事訴訟における無罪の判決・評決に対しては、二重の危険の禁止を定めた合衆国憲法修正第5条により、訴追側である州は上訴することができない）。通常、中間上訴裁判所（intermediate appellate court。州控訴裁判所などの名称が与えられる）が置かれており、事実審裁判所の判断を再審査する。もし、その判断に対しても不服がある場合には、訴訟当事者は最上級の上訴裁判所（通常、州最高裁判所と呼ばれる）に上訴することができる。アメリカ合衆国の上訴裁判所においては、大陸法諸国と異なり、一審の事実認定の誤りを正すことは原則として認められておらず、法律上の誤り、又は一審記録上事実認定に何の裏付けもない場合に限りこれを是正することが認められている。
多くの州で、限定的管轄権（下位管轄権）を持つ裁判所が設けられており、下級判事 (magistrate) や治安判事 (justice of the peace) が罪状認否手続（アレインメント）の審理を行ったり、軽罪 (misdemeanor) や少額の民事事件の審理を行ったりする。
大都市では、交通違反事件や市の条例違反事件を取り扱う市裁判所 (city court) が設けられていることが多い。そのほか、限定的管轄権を有する裁判所としては、市会議員裁判所 (alderman's court)、警察裁判所 (police court)、市長裁判所 (mayor's court)、記録官裁判所 (recorder's court)、郡裁判所、検認裁判所 (probate court)、自治体裁判所 (municipal court)、請求裁判所 (court of claims)、通常事件裁判所 (court of common pleas)、家庭裁判所 (family court)、少額請求裁判所 (small claims court)、租税裁判所 (tax court)、水事裁判所（water court、コロラド州、モンタナ州など西部のいくつかの州に現存）、労働者補償裁判所 (worker's compensation court) などが州によって置かれている。
これらと区別されるのが、一般的管轄権（上位管轄権）を有する裁判所であり、これが事実審裁判所の原則的な形態である。一般管轄裁判所は、いかなる事件でも、限定管轄裁判所における審理を経なくても、直接取り扱うことができる。実際に取り扱っている事件の多くは、訴額が多額である民事事件や、強姦罪、殺人罪など重大な犯罪についての刑事訴訟事件である。
カリフォルニア州など一部の州では、司法手続の効率化のため、すべての一般管轄裁判所と限定（下位）管轄裁判所を統合している。そうした司法制度の下でも、事実審裁判所の内部に限定管轄を有する「部」が存在しており、これらの部が、従来、独立した限定管轄裁判所が果たしていたのとまさに同様の機能を営んでいる場合が多い。しかし、部というのは単なる司法行政上の組織にすぎないから、事件量の変動に応じて、各事実審裁判所の統括裁判官の裁量により、再編の対象となり得るものである。

## 州による違い
- デラウェア州、ミシシッピ州、ニュージャージー州、テネシー州では、コモン・ロー裁判所 (court of law) とエクイティ裁判所 (court of equity, chanery court) を区別している。アメリカの法制度上、コモン・ローとエクイティの区別には法的な意味があるものの、大半の州では別々の裁判所システムを設けてはいない。

- テキサス州、オクラホマ州では、刑事事件の最終審裁判所とその他の事件の最終審裁判所が分かれている。その他の州では、最終審裁判所は一つだけである。刑事事件の有罪宣告に対する二次的不服申立て（州レベルのヘイビアス・コーパスなど）は、検察官が提起するわけではないこと、何者かの犯罪について有罪を求める手続ではないことから、厳密には民事事件であると解釈されているが、上記の2州では民事の最終審裁判所ではなく、刑事の最終審裁判所へ上訴される。

- メリーランド州とニューヨーク州では、上訴裁判所 (Court of Appeals) が州の最上級裁判所である。ニューヨーク州では、高位裁判所 (Supreme Court)[2]、民事裁判所 (Civil Court)、刑事裁判所 (Criminal Court) が下級裁判所を構成する。

- ルイジアナ州とプエルト・リコ準州では、裁判所は大陸法のモデルに基づいて組織されており、英米法型（イギリスで生まれた制度のアメリカ版）である他のすべての州及びワシントンD.C.の裁判所とは、手続が大きく異なる。一つの州の裁判所は、一般的には他の州の裁判所の判断に従う義務はないが、英米法システムでは、明示的な制定法の定めがない場合に、ある州の裁判所が、何が法かについての説得的表現 (persuasive statement) として、他州の裁判所の判断を引用することは少なくない。

## 州裁判所で取り扱われる事件の種類
アメリカ合衆国における刑事以外の事件の大多数は、連邦裁判所ではなく、州裁判所で取り扱われている。典型的な例として、コロラド州では、2002年、全民事事件のおよそ97%が州裁判所に申し立てられており、しかも連邦裁判所に申し立てられた事件のうち89%は倒産事件であった。倒産事件を除く民事事件について見れば、連邦裁判所に申し立てられる事件数はわずか0.3%であった。コロラド州では、2002年に連邦裁判所で行われた民事事件の対審（事実審理）は79件（うち41件が陪審によるもの、38件が陪審によらないもの）であったのに対し、州裁判所では5950件（うち300件が陪審、5650件が非陪審）であった。
原告が、州裁判所と連邦裁判所のいずれにも訴訟を提起することができる場合も多い。すなわち、連邦法の下で発生する事件（連邦問題）や、異なる州の市民間での訴訟で訴額が7万5000ドルを超えるもの（州籍相違）である。そうした事件で、原告が州裁判所に訴訟を提起した場合、被告は適時に申し立てることによって連邦裁判所への移管 (removal) を求めることができる。管轄についての選択は、原告にとっても被告にとっても訴訟戦略の一部をなしており、それぞれの裁判所で選ばれるであろう陪審の構成の見込み、連邦裁判所と州裁判所の手続の違いが大きな意味を持つ。ただし、州法に基づく請求に対して連邦法に基づく防御方法（抗弁）があることだけでは、一般に州裁判所から連邦裁判所への移管を求める根拠とはならない。
アメリカ合衆国において受刑収容中の者のうち約91%が、連邦裁判所ではなく州裁判所で有罪の宣告（判決又は評決）を受けた者であり、死刑判決を受けた者の中で見ると99%が州裁判所で有罪宣告を受けた者である。連邦裁判所の取り扱う事件の中では、ホワイトカラー犯罪、入国管理関係の犯罪、薬物犯罪が極端に多い（これらの犯罪は連邦裁判所の刑事事件数の約70%にまで達するのに対し、州裁判所の事件数の中では19%を占めるにすぎない）。連邦裁判所に起訴される暴力犯罪の大半は、インディアン居留地又は連邦政府の所有地で発生した事件である。これらの地域では、州裁判所の管轄権が及ばず、部族裁判所の管轄も、通常、軽微な事件に限られているためである。
州裁判所における刑事被告人には、連邦法に基づく権利が多く保障されている。しかし、州裁判所がそれらの連邦法上の権利を正しく適用したかを連邦裁判所が審査するのは、(1)州裁判所の上訴手続がすべて尽くされた後に有罪宣告に対し連邦最高裁へ上訴する場合と、(2)確定した有罪宣告に対しヘイビアス・コーパスの手続で二次的不服申立てを行う場合に限られる。

## 連邦裁判所との関係
州裁判所と連邦裁判所との関係は、かなり複雑である。アメリカ合衆国憲法及び連邦法と、州法との間に抵触が生じる場合には、前者が優越するが、州法が連邦法より下位に置かれるわけではない。むしろ、異なる（多くの場合、競合する）管轄権を持つ二つの裁判所システムが併存しているというべきである。
州裁判所システムには、必ず、一般的管轄権を有する裁判所が置かれている。裁判所に申し立て得るすべての紛争は、州法の下で発生したものと連邦法の下で発生したものとを問わず、州裁判所に申し立てることができる。ただし、わずかな例外として、連邦法によって州裁判所の管轄を制限し、連邦裁判所の専属管轄としている場合がある。連邦裁判所の専属管轄が認められている事件の中で最も一般的なのは、州政府間の争訟、大使に関する争訟、一定の知的財産事件、連邦法違反の刑事事件、倒産事件、多くの証券詐欺のクラス・アクションである。一方、「ジャンク・ファックス」（宣伝広告ファックス）に関する連邦法など、州裁判所でのみ訴訟を行うことができると定める連邦法もある。州裁判所と異なり、連邦裁判所は「限定的管轄権」しか持たない裁判所であり、合衆国憲法及び連邦制定法によって特定された種類の事件のみを審理することができる。その主なものは、連邦法の下で生じた事件と、当事者間に州籍相違がある事件である。
連邦裁判所は、州法の解釈については、州裁判所に従わなければならない。連邦裁判所が、係属中の事件において、ある争点についての州法の解釈が確立していない場合に、州裁判所に対しその問題を照会 (certify) することもある。
連邦最高裁は、州裁判所の終局的判断を再審査することができる。すなわち、当事者が州裁判所における上訴等の救済手段をすべて尽くした後、州の最上級裁判所の判断に対する裁量上訴（サーシオレイライ）の申立てを行った場合において、連邦最高裁裁判官らが、当該事件が憲法問題又は連邦法の問題を含むと考える場合には、連邦最高裁で審理が行われる。平均的な大きさの州でいえば、州から連邦最高裁への裁量上訴が認められるのは1～2年に1件か2件程度である。連邦最高裁により州裁判所の判断が再審査される事件の多くは、州裁判所における刑事被告人の憲法上の権利に関するものである。
連邦裁判所が刑事事件における州裁判所の判断を再審査するもう一つの機会は、連邦法上のヘイビアス・コーパス（人身保護令状）の事件である。ヘイビアス・コーパスでは、連邦裁判所は、被告人がデュー・プロセス・オブ・ロー（適正手続）を与えられていたか否かを審査する。連邦裁判所が、被告人は適正手続を与えられていなかったと認定した場合には、被告人を釈放するか、州裁判所で再度訴訟手続を行わなければならない。ヘイビアス・コーパスの申立ては、死刑事件で行われることが最も多い。ただし、再審査の範囲は、最近、連邦最高裁の判例や立法によって厳しく制限されてきている。

## 裁判所の名称
アメリカ合衆国の州及び領域における裁判所の名称は、次の表のとおりである。ここに掲げたのは、主な一審裁判所（一般管轄を有する裁判所）、主な中間上訴裁判所、及び最終審（最上級）裁判所である。
裁判所が郡ごとに設置されている場合でも、裁判所の数と州内にある郡の数が正確に一致するとは限らない。これは、一つの裁判所が複数の郡にまたがって管轄権を有する場合があるためである。
| 州                       | 一審裁判所 （一般管轄） | 中間上訴裁判所 | 最上級裁判所 (州最高裁判所)                                                     |
| ------------------------ | --- | --- | ------------------------------------------------------------------------------- |
| アラバマ州               | （地区）巡回裁判所 ((District) Circuit Court) （41司法区） | 民事控訴裁判所 (Court of Civil Appeals) 刑事控訴裁判所 (Court of Criminal Appeals)                                                                     | 最高裁判所 (Supreme Court)                                                      |
| アラスカ州               | （地区）上位裁判所 ((District) Superior Court) （4地区） | 控訴裁判所 (Court of Appeals) | 最高裁判所 (Supreme Court)                                                      |
| アリゾナ州               | （郡）上位裁判所 ((County) Superior Court) （15郡） | （管区）控訴裁判所 ((Division) Court of Appeals （2管区）                                                                                              | 最高裁判所 (Supreme Court)                                                      |
| アーカンソー州           | 巡回裁判所 (Circuit Court) （23司法巡回区） | 控訴裁判所 (Court of Appeals) | 最高裁判所 (Supreme Court)                                                      |
| カリフォルニア州         | （郡）上位裁判所 ((County) Superior Court) （58郡） | （地区）控訴裁判所 ((District) Court of Appeal) （6控訴区）                                                                                            | 最高裁判所（Supreme Court）                                                     |
| コロラド州               | 地方裁判所 (District Court) （22司法区） | 控訴裁判所 (Court of Appeals) | 最高裁判所（Supreme Court)                                                      |
| コネチカット州           | 上位裁判所 (Superior Court) （13司法区） | 控訴裁判所 (Appellate Court) | 最高裁判所 (Supreme Court)                                                      |
| デラウェア州             | 上位裁判所 (Superior Court) 衡平法裁判所 (Court of Chancery) | （なし） | 最高裁判所 (Supreme Court)                                                      |
| ワシントンD.C.           | 上位裁判所 (Superior Court) | （なし） | 上訴裁判所 (Court of Appeals)                                                   |
| フロリダ州               | 巡回裁判所 (Circuit Court) （20巡回区） | 地区控訴裁判所 (District Court of Appeal) （5地区） | 最高裁判所 (Supreme Court)                                                      |
| ジョージア州             | 上位裁判所 （49司法区） | 控訴裁判所 (Court of Appeals) | 最高裁判所 (Supreme Court)                                                      |
| ハワイ州                 | 巡回裁判所 (Circuit Court) 及び家庭裁判所 (Family Court) （4巡回区） | 中間上訴裁判所 (Intermediate Court of Appeals) | 最高裁判所 (Supreme Court)                                                      |
| アイダホ州               | 地方裁判所 (District Court) （7司法区） | 控訴裁判所 (Court of Appeals) | 最高裁判所 (Supreme Court)                                                      |
| イリノイ州               | 巡回裁判所 (Circuit Court) （23司法巡回区） | (地区) 控訴裁判所 ((District) Appellate Court) （5地区）                                                                                               | 最高裁判所 (Supreme Court)                                                      |
| インディアナ州           | 上位裁判所 (Superior Court) （177管区） 巡回裁判所 (Circuit Court) （90巡回区） | （地区）控訴裁判所 ((District) Court of Appeals) （5地区）                                                                                             | 最高裁判所 (Supreme Court)                                                      |
| アイオワ州               | 地方裁判所 (District Court) （8地区） | 控訴裁判所 (Court of Appeals) | 最高裁判所 (Supreme Court)                                                      |
| カンザス州               | 地方裁判所 (District Court) （31地区） | 控訴裁判所 (Court of Appeals) | 最高裁判所 (Supreme Court)                                                      |
| ケンタッキー州           | 巡回裁判所 （57巡回区） | 控訴裁判所 (Court of Appeals) | 最高裁判所 (Supreme Court)                                                      |
| ルイジアナ州             | 地方裁判所 (District Court) （40地区） | （巡回）控訴裁判所 ((Circuit) Court of Appeal) （5巡回区）                                                                                             | 最高裁判所 (Supreme Court)                                                      |
| メイン州                 | 上位裁判所 (Superior Court) | （なし） | 最高司法裁判所 (Supreme Judicial Court)                                         |
| メリーランド州           | 巡回裁判所 (Circuit Court) （8巡回区） | 特別控訴裁判所 (Court of Special Appeals) | 上訴裁判所 (Court of Appeals)                                                   |
| マサチューセッツ州       | 上位裁判所 (Superior Court) （14管区） | 控訴裁判所 (Appeals Court) | 最高司法裁判所 (Supreme Judicial Court)                                         |
| ミシガン州               | 巡回裁判所 (Circuit Court) （57巡回区） 請求裁判所 (Court of Claims) | 控訴裁判所 (Court of Appeals) | 最高裁判所 (Supreme Court)                                                      |
| ミネソタ州               | 地方裁判所 (District Court) （10地区） | 控訴裁判所 (Court of Appeals) | 最高裁判所 (Supreme Court)                                                      |
| ミシシッピ州             | 地区巡回裁判所 (District Circuit Court) （22地区） | 控訴裁判所 (Court of Appeals) | 最高裁判所 (Supreme Court)                                                      |
| ミズーリ州               | 巡回裁判所 (Circuit Court) （45巡回区） | （地区）控訴裁判所 ((District) Court of Appeals) （3地区）                                                                                             | 最高裁判所 (Supreme Court)                                                      |
| モンタナ州               | 地方裁判所 (District Court) （22司法区） | （なし） | 最高裁判所 (Supreme Court)                                                      |
| ネブラスカ州             | 地方裁判所 (District Court) （12地区） | 控訴裁判所 (Court of Appeals) | 最高裁判所 (Supreme Court)                                                      |
| ネバダ州                 | 地方裁判所 (District Court) （9地区） | （なし） | 最高裁判所 (Supreme Court)                                                      |
| ニューハンプシャー州     | 上位裁判所 (Superior Court) | （なし） | 最高裁判所 (Supreme Court)                                                      |
| ニュージャージー州       | （地域）上位裁判所 ((Vicinage) Superior Court) （15地域。コモン・ロー部とエクイティ部が分離）                                                                                        | 上位裁判所控訴部 (Superior Court, Appellate Division)                                                                                                  | 最高裁判所 (Supreme Court)                                                      |
| ニューメキシコ州         | 地方裁判所 （13司法区） | 控訴裁判所 (Court of Appeals) | 最高裁判所 (Supreme Court)                                                      |
| ニューヨーク州           | （地区）高位裁判所 ((District) Supreme Court) （12司法区） 郡裁判所 (County Court) （57郡）                                                                                          | 高位裁判所控訴開廷期 (Supreme Court, Appellate Term) （3司法部） 高位裁判所控訴部 (Supreme Court, Appellate Division) （4部）                          | 上訴裁判所 (Court of Appeals)                                                   |
| ノースカロライナ州       | （地区）上位裁判所 ((District) Superior Court) （46地区） | 控訴裁判所 (Court of Appeals) | 最高裁判所 (Supreme Court)                                                      |
| ノースダコタ州           | 地方裁判所 (District Court) （7司法区） | （なし） | 最高裁判所 (Supreme Court)                                                      |
| オハイオ州               | （郡）通常事件裁判所 ((County) Court of Common Pleas) （88郡） | （地区）控訴裁判所 ((District) Court of Appeals) （12地区）                                                                                            | 最高裁判所 (Supreme Court)                                                      |
| オクラホマ州             | 地方裁判所 (District Court) （26司法区、77裁判所） | 民事控訴裁判所 (Court of Civil Appeals) | 最高裁判所 (Supreme Court) 刑事上訴裁判所 (Court of Criminal Appeals)           |
| オレゴン州               | （地区）巡回裁判所 ((District) Circuit Court) （36裁判所、27司法区） | 控訴裁判所 (Court of Appeals) | 最高裁判所 (Supreme Court)                                                      |
| ペンシルベニア州         | 地区通常裁判所 (District Court of Common Pleas) （60司法区） | （地区）上位裁判所 ((District) Superior Court) （3地区） コモンウェルス裁判所 (Commonwealth Court)                                                     | 最高裁判所 (Supreme Court)                                                      |
| ロードアイランド州       | 上位裁判所 | （なし） | 最高裁判所 (Supreme Court)                                                      |
| サウスカロライナ州       | 巡回裁判所 (Circuit Court) （16巡回区） | 控訴裁判所 (Court of Appeals) | 最高裁判所 (Supreme Court)                                                      |
| サウスダコタ州           | 巡回裁判所 (Circuit Court) （7巡回区） | （なし） | 最高裁判所 (Supreme Court)                                                      |
| テネシー州               | （地区）巡回裁判所 ((District) Circuit Court) （31司法区） （地区）刑事裁判所 ((District) Criminal Court) （31司法区） （地区）衡平法裁判所 ((District) Chancery Court) （31司法区） | （大管区）控訴裁判所 ((Grand Division) Court of Appeals) （3大管区） （大管区）刑事控訴裁判所 ((Grand Division) Court of Criminal Appeals) （3大管区） | 最高裁判所 (Supreme Court)                                                      |
| テキサス州               | 地方裁判所 (District Court) （420地区） | （地区）控訴裁判所 ((District) Court of Appeals) （14地区）                                                                                            | 最高裁判所 (Supreme Court): 民事事件 刑事上訴裁判所 (Court of Criminal Appeals) |
| ユタ州                   | 地方裁判所 （8地区） | 控訴裁判所 (Court of Appeals) | 最高裁判所 (Supreme Court)                                                      |
| バーモント州             | 上位裁判所 (Superior Court) 地方裁判所 (District Court) 家庭裁判所 (Family Court) | （なし） | 最高裁判所 (Supreme Court)                                                      |
| バージニア州             | 巡回裁判所 (Circuit Court) （120裁判所、31司法巡回区） | 控訴裁判所 (Court of Appeals) | 最高裁判所 (Supreme Court)                                                      |
| ワシントン州             | （郡）上位裁判所 ((County) Superior Court) （39郡） | （管区）控訴裁判所 ((Division) Court of Appeals) （3管区）                                                                                             | 最高裁判所 (Supreme Court)                                                      |
| ウェストバージニア州     | 巡回裁判所 (Circuit Court) （31司法巡回区） | （なし） | 最高上訴裁判所 (Supreme Court of Appeals)                                       |
| ウィスコンシン州         | （地区）巡回裁判所 ((District) Circuit Court) （10司法行政区） | （地区）控訴裁判所 ((District) Court of Appeals) （4地区）                                                                                             | 最高裁判所 (Supreme Court)                                                      |
| ワイオミング州           | 地方裁判所 (District Court) （9地区） | （なし） | 最高裁判所 (Supreme Court)                                                      |
| アメリカ領サモア         | 高等裁判所事実審部 (High Court, Trial Division) | （なし） | 高等裁判所上訴部 (High Court, Appellate Division)                               |
| グアム                   | 上位裁判所 (Superior Court) | （なし） | 最高裁判所 (Supreme Court)                                                      |
| 北マリアナ諸島           | 上位裁判所 (Superior Court) | （なし） | 最高裁判所 (Supreme Court)                                                      |
| プエルトリコ             | 一審裁判所 (Court of First Instance) 上位部 (Superior Division) (13) 自治部 (Municipal Division) (13)                                                                                | 巡回控訴裁判所 (Circuit Court of Appeals) | 最高裁判所 (Supreme Court)                                                      |
| アメリカ領ヴァージン諸島 | 上位裁判所 (Superior Court) （2管区） | 高位裁判所 (Supreme Court) | 連邦第3巡回区控訴裁判所 (Third Circuit Court of Appeals)                        |